# Wilson Arias
Wilson Neber Arias Castillo (Cali, Valle del Cauca; 17 de diciembre de 1962) es un político colombiano, actual senador de la República, que se ha desempeñado previamente como concejal de Cali y representante a la Cámara por el departamento del Valle en representación del Polo Democrático Alternativo, en este cargo se destacó por sus investigaciones sobre la concentración de tierras en los departamentos de Vichada y Meta; en diferentes estudios de opinión fue considerado uno de los diez mejores representantes a la Cámara del país. Actualmente, es senador de la coalición Pacto Histórico.

## Biografía
Desde su juventud Arias se vinculó a la actividad sindical. Estudio en el Servicio Nacional de Aprendizaje (SENA), allí recibió formación en el área de la electromecánica y fundó el Círculo de Estudios e Investigaciones. Para esas épocas, también fue obrero en Cartón Colombia y trabajó en la construcción del barrio el Vallado, en Cali. Posteriormente fue elegido presidente del Sindicato de Empleados Públicos del SENA, SINDESENA, y  miembro del Comité Ejecutivo Nacional de la Central Unitaria de Trabajadores (CUT). Desde estos escenarios se caracterizó por su defensa de la educación pública y en 1994 participó en la iniciativa legislativa popular que frenó la privatización del SENA.

## Trayectoria política
En 2007 presentó su candidatura a las elecciones regionales para el cargo de concejal de la ciudad de Cali en representación del Polo Democrático Alternativo y resultó elegido con más de 7.000 votos, desde su curul se opuso a la privatización de la empresa de servicios públicos EMCALI. En 2009 renuncia al Concejo para aspirar a la Cámara de Representantes  en las elecciones legislativas de 2010, en las que resulta elegido al obtener más de 18.000 votos.
Como representante a la Cámara se destacó por investigar y denunciar la adquisición, presuntamente ilegal, de miles de hectáreas de tierras baldías por parte de grandes grupos empresariales en el departamento de Vichada. Sus denuncias se sustentaron en que según la ley estas tierras deben destinarse exclusivamente a campesinos pobres. Arias denunció que la firma de abogados Brigard & Urrutia, que había sido liderada por el entonces embajador de Colombia en Estados Unidos, Carlos Urrutia Valenzuela, había prestado asesoría a empresas como Riopaila y Cargill con el fin de apropiarse de dichas tierras. A raíz de estas denuncias, en julio de 2013, Urrutia renunció a la embajada.

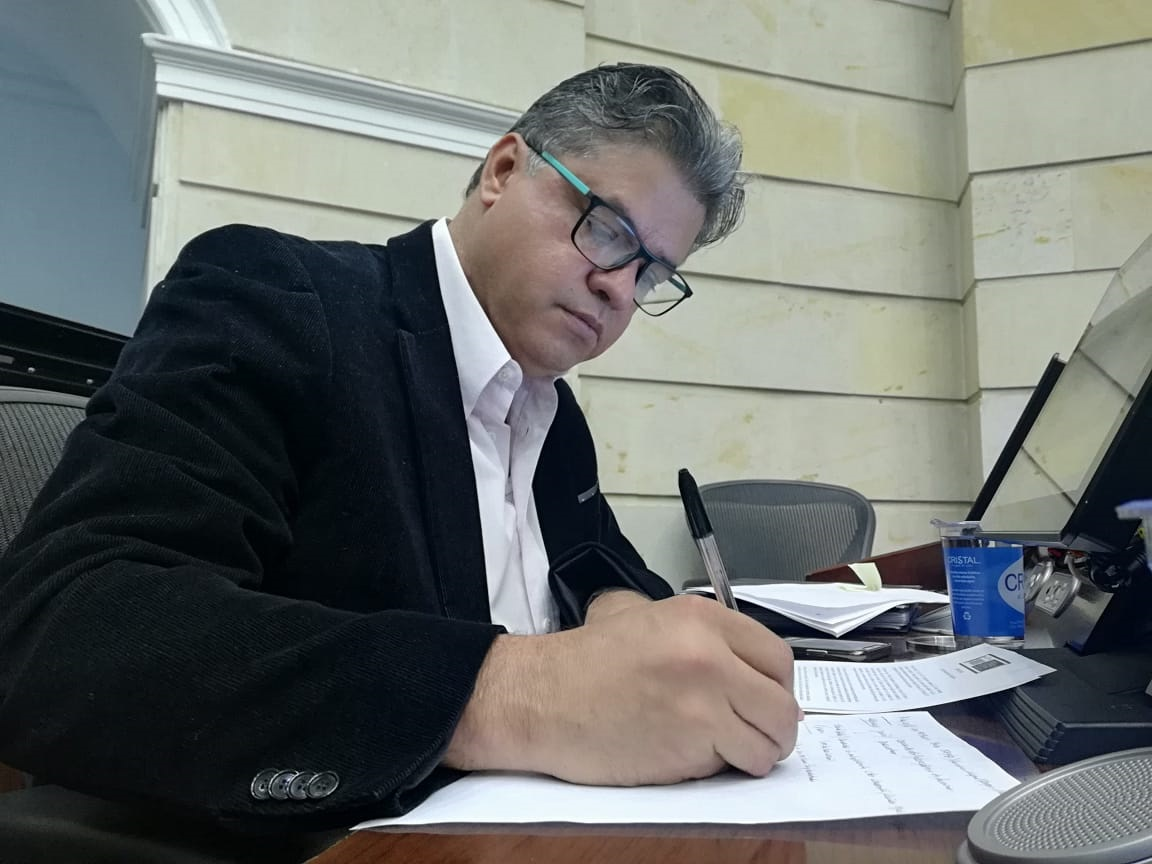
Senador Wilson Arias en el congreso

Además de las denuncias sobre acaparamiento de tierras, su curul en la Cámara de Representantes se caracterizó por una estrecha relación con diferentes expresiones del movimiento social, como los estudiantes universitarios y del SENA, los pensionados, el ambientalismo y el movimiento sindical. Como parte de su trabajo extraparlamentario, promovió discusiones con la ciudadanía sobre varios temas de interés, como el presupuesto público, el sistema de transporte masivo, la valorización y el impuesto predial entre otros. 
En las elecciones legislativas de 2014, aunque Arias logra aumentar su votación a más de 24.000 votos, no consigue ser reelegido como representante a la Cámara. Posteriormente, se presentó como candidato a la Alcaldía de Cali para las elecciones regionales de 2015. 
En las elecciones legislativas de 2018 se postuló como candidato al Senado de la República, pero no logró la curul. El 26 de diciembre de 2018 se posesionó como senador, en reemplazo de Leonidas Gómez, quien renunció para aspirar a la Gobernación de Santander.